# Севил (Џорџија)
Севил (енгл. Seville) насељено је место без административног статуса у америчкој савезној држави Џорџија.

## Демографија
По попису из 2010. године број становника је 202.
| Група             | 2000.    | 2010.       |
| Белци             | 0 (0,0%) | 177 (87,6%) |
| Афроамериканци    | 0 (0,0%) | 20 (9,9%)   |
| Азијати           | 0 (0,0%) | 0 (0,0%)    |
| Хиспаноамериканци | 0 (0,0%) | 4 (2,0%)    |
| Укупно            | 0        | 202         |